# Fast as You Can
"Fast as You Can" é uma canção escrita por Fiona Apple, e produzido por Jon Brion para seu segundo álbum, When the Pawn... (1999). A capa do CD promo para o single nos EUA foi desenhado pela própria Apple.

## Videoclipe
O vídeo da música foi dirigido pelo então namorado da Apple, o cineasta Paul Thomas Anderson, que tina dirigido o vídeo anterior da Apple, "Across the Universe" (1998). Anderson gravou o vídeo em Pasadena, Califórnia com a tripulação que ele usa durante a produção de seus filmes. "É tudo muito divertido", disse Apple sobre o vídeo. "Eu não tenho que usar qualquer maquiagem ou roupas de ninguém". O vídeo foi fotografada por Robert Elswit e editado por Dylan Tichenor, e estreou em setembro de 1999.
No vídeo Apple é visto cantando a música em torno de uma casa, dentro de uma garagem, em uma estação de metrô e em um trem. O vídeo foi filmado com uma câmera vintage, e é por isso que a boca da Apple não corresponde as letras que ela canta. Ao longo do vídeo há mudanças de preto e branco para a cor e de tela cheia relação de aspecto para widescreen. O vídeo foi indicado na categoria "Melhor Clipe Pop do Ano" da Billboard Music Awards em 2000.

## Desempenho nas paradas
| Top (1999)                                    | Melhor posição |
| --------------------------------------------- | -------------- |
| Estados Unidos - Billboard Modern Rock Tracks | 20             |
| Top (2000)                                    | Melhor posição |
| Estados Unidos - Billboard Adult Top 40       | 29             |
| Reino Unido - UK Singles Chart                | 33             |